# Be With You (álbum de Megumi Nakajima)
Be With You es el segundo álbum original de estudio de la cantante japonesa Megumi Nakajima, lanzado al mercado el día 7 de marzo del año 2012 bajo el sello Victor Entertainment.

## Detalles
Este álbum se presentó de dos formas distintas, la primera o edición regular trae tan sólo el CD con las doce pistas, por otro lado la edición limitada trae cuatro "bonus"; el primero es un CD extra que contiene un DVD con ocho canciones presentadas en vivo en Ebisu Liquid Room el cuatro de junio del 2011, un álbum de fotos de 40 páginas con las letras incluidas de los temas del CD, una carátula especial del CD y finalmente entradas para un evento premium de prensentación del álbum para los primeros compradores de la edición limitada
Incluye cuatro nuevas canciones además de algunas de sus sencillos previos y otras canciones utilizadas en bandas sonoras de series de anime; compuestas por Yoko Kanno, Minoru Komorita, DANCE MAN, entre otros.
Este álbum debutó en la posición número #6 en Oricon el primer día de ventas.

## Lista de canciones
| Número de Catálogo: VTCL-60291 (Solo CD) |                                                                          |                              |                     |                        |          |  |
| N.º                                      | Título                                                                   | Letras                       | Música              | Arreglos               | Duración |  |
| 1.                                       | «Wake Up!»                                                               | DANCE☆MAN                    | DANCE☆MAN           | DANCE☆MAN              | 4:24     |  |
| 2.                                       | «TRY UNITE!－extended version－»                                         | Saeki Kenzo                  | Rasmus Faber        | Rasmus Faber           | 5:50     |  |
| 3.                                       | «Melody (メロディ?)»                                                     | Katsutoshi Kitagawa          | Katsutoshi Kitagawa | Katsutoshi Kitagawa    | 5:39     |  |
| 4.                                       | «Koi (恋?)»                                                              | Mitsuhashi Nozomi            | Mitsuhashi Nozomi   | Hideyuki Daichi Suzuki | 4:24     |  |
| 5.                                       | «FLY»                                                                    | Minoru Komorita              | Minoru Komorita     | Minoru Komorita        | 4:37     |  |
| 6.                                       | «Natsudori (夏鳥?)»                                                      | Sugimori Mai                 | Sugimori Mai        | Nobuyuki Shimizu       | 5:36     |  |
| 7.                                       | «Uchuu Teki DON-DOKO-DON (宇宙的DON-DOKO-DON?)»                          | Megumi Nakajima, Naoki Nishi | Tatsuya Nishiwaki   | Tatsuya Nishiwaki      | 4:00     |  |
| 8.                                       | «Hello!»                                                                 | Katsutoshi Kitagawa          | Katsutoshi Kitagawa | Katsutoshi Kitagawa    | 4:37     |  |
| 9.                                       | «Tsunagaru Made (つながるまで?)»                                         | Dan Miyakawa                 | Dan Miyakawa        | Dan Miyakawa           | 4:40     |  |
| 10.                                      | «Kou Kissu! KISS!! (好キッス! KISS!!?)»                                  | Yuki Kimura                  | Yuki Kimura         | Hideyuki Daichi Suzuki | 3:43     |  |
| 11.                                      | «Kamisama no Itazura (神様のいたずら?)»                                  | Senri Oe                     | Senri Oe            | Nobuyuki Shimizu       | 4:33     |  |
| 12.                                      | «Kiniro-Kimi wo Suki ni Natte Yokatta (金色～君を好きになってよかった?)» | Toshiaki Yamada              | Yoko Kanno          | Rasmus Faber           | 8:08     |  |

Lista de canciones (CD Bonus Live DVD)

| N.º | Título                                              | Letras                        | Música            | Arreglos               | Duración |  |
| 1.  | «Raspberry Kiss»                                    | Megumi Nakajima & Kanako Kato | Ryosuke Shigenaga | Tatoo                  |          |  |
| 2.  | «Niji Iro Kuma Kuma (虹いろ・クマクマ?)»            | Gabriela Robin                | Yoko Kanno        | Yoko Kanno             |          |  |
| 3.  | «Jellyfish no Kokuhaku (ジェリーフィッシュの告白?)» | Yuho Iwasato                  | Dan Miyakawa      | Dan Miyakawa           |          |  |
| 4.  | «Aimo (アイモ?)»                                    | Gabriela Robin                | Yoko Kanno        | Yoko Kanno             |          |  |
| 5.  | «Ao no Ether (蒼のエーテル?)»                       | Maaya Sakamoto                | Yoko Kanno        | Yoko Kanno             |          |  |
| 6.  | «Shining on»                                        | Kanako Kato                   | Ryosuke Shigenaga | Koji Miyashita         |          |  |
| 7.  | «Kou Kissu! KISS!! (好キッス! KISS!!?)»             | Yuki Kimura                   | Yuki Kimura       | Hideyuki Daichi Suzuki |          |  |
| 8.  | «Seikan Hikou (星間飛行?)»                          | Takashi Matsumoto             | Yoko Kanno        | Yoko Kanno             |          |  |

## Apariciones de otras pistas
- "TRY UNITE!" formó parte del sencillo TRY UNITE!/Hello! y fue utilizado como canción de apertura del anime Rinne no Lagrange.
- "Melody" fue utilizado como canción de cierre para el OVA Tamayura.
- "Koi" fue parte del álbum Sacred Seven (TV Anime)" Original Soundtrack y utilizado como canción de fondo para el anime Sacred Seven.
- "Natsudori" formó parte del sencillo Melody y fue utilizado como segunda canción de cierre para el OVA Tamayura.
- "Hello!" formó parte del sencillo TRY UNITE!/Hello! y fue utilizado como canción de cierre del anime Rinne no Lagrange.
- "Tsunagaru Made" fue parte del álbum Sacred Seven (TV Anime)" Original Soundtrack y utilizado como canción de cierre para el último capítulo del anime Sacred Seven.
- "Kamisama no Itazura" fue utilizado como canción de cierre para el OVA Tamayura ~hitotose~.